# Объект 212
Объект 212 — опытная советская самоходная артиллерийская установка, разработанная в 1939—1941 годах инженерами Кировского завода под руководством Ж. Я. Котина, ведущим конструктором был назначен Ц. Н. Гольбурт. Выпущена одна машина, но испытания не проводились.

## История создания
По итогам Зимней войны было принято решение развивать тему истребителя ДОТов. На Кировском заводе и заводе № 185, в течение весны и лета 1940 года шли работы по их проектированию на базах тяжёлых танков Т-100 и СМК. Однако, в конце июня 1940 года, из-за закрытия данных тем, все работы по ним были прекращены. 17 июня 1940 года СНК СССР подписал решение № 198сс, в котором Кировскому заводу, среди прочего, указывалось создать один опытный образец самоходной установки с вооружением 152-мм пушкой БР-2, на базе танка КВ-1. Пока же, в качестве временного решения, было решено запустить в производство танк КВ-2, серийный выпуск которого начался уже в июле 1940 года.
Тактико-технические требования на новую проектируемую САУ были подготовлены конце августа 1940 года. На Кировском заводе она получила индекс 212. Ведущим конструктором был назначен Ц. Н. Гольбурт. САУ планировалось создать на базе танка КВ-220.
По плану первый образец самоходной установки должны были изготовить к 1 декабря 1940 года. Однако, планы были серьёзно скорректированы, в связи с большим количеством проблем и замечаний, появившихся в ходе проектирования. В декабре 1940 года чертежи корпуса были переданы на Ижорский завод, а чертежи артиллерийской части — на завод Баррикады.
Согласно отчету ГАБТУ РККА по опытным работам, к январю 1941 года были изготовлены агрегаты для САУ «212», разработан технологический проект САУ, а чертежи переданы на Ижорский завод для изготовления бронекорпуса. Корпус с Ижорского завода был получен, но с большим опозданием, лишь 5 марта 1941 года. Планировалось изготовить 12 САУ «212», но чуть позже планируемое количество снизили до 10 штук. Сборка задерживалась из-за отсутствия готовых деталей и большой загруженности завода, в том числе из-за работ по тяжёлому танку с индексом «223», созданному на базе КВ-220 и получивший название КВ-3. Также в мае, в качестве базы, вместо КВ-220 уже упоминается КВ-3. По сути, начиная со второй половины марта работы не велись.
После нападения Германии на Советский Союз танкостроительные программы были серьёзно пересмотрены. Так, 26 июня 1941 года вышел приказ № 253сс Наркомата Тяжёлого Машиностроения, согласно которому, подготовка производства КВ-3 с Кировского завода снималась и переносилась на Челябинский тракторный завод. В Челябинск высылалась бригада конструкторов, технологов, материалы и опытный образец. На Кировском заводе приоритет отдавался производству танков КВ. Однако, тема «212» продолжала числиться за заводом, и только в конце августа 1941 года была передана на Уральский завод тяжёлого машиностроения, в Свердловск.
Между тем, в октябре 1941 года в Челябинск был эвакуирован Кировский завод (после этого он стал называться Челябинский Кировский завод, сокращенно ЧКЗ), а Ижорский Завод изготовлявший броню для танков КВ — в Свердловск, на УЗТМ. Опытный образец САУ так и не был закончен до эвакуации завода, а самоходка была разобрана на металл. Так же осенью 1941 года на УЗТМ были эвакуированы заводы № 8 им. М. И. Калинина и завод № 37 им. Орджоникидзе. Разрабатывавший двигатель В-5 завод № 75 был эвакуирован в Челябинск, а главной его задачей стало развёртывание производства дизельного двигателя В-2. Производство 152-мм пушек БР-2 было остановлено, последняя пушка данного типа была изготовлена на заводе № 221 («Баррикады») в 1940 году. Так, из-за загруженности и эвакуаций, разработка САУ не велась.
Но, уже в ноябре 1941 года, работы по самоходным установкам, упоминавшиеся в проекте постановления СНК СССР и ЦК ВКП(б) «О самоходной артиллерии» от 27 мая 1941 года, снова активизировались. Однако, до начала 1942 года практически все работы находились только в стадии проработки тактико-технических требований. Так же, в 1942 году снова были начаты опытные работы по танку КВ-3, по этой же теме проходили «двухтактный дизель мощностью 1200 л. с.» и «форсировка дизеля В-2 наддувом до 1200 л. с.». А в марте 1942 года вновь начинает разрабатываться тема с названием «152-мм самоходная пушка на агрегатах шасси танка „КВ“ (истребитель ДОТов)». Шасси разрабатывалось на базе КВ, разработку которого вёл опытный завод № 100 НКТП организованный в марте 1942 года в Челябинске. Орудийная должна была включать качающуюся часть от пушки БР-2, за разработку которой отвечал организованный в Свердловске завод № 8 НКВ. Опытный образец ожидалось изготовить к 1 июля 1942 года. Однако, тему КВ-3 к весне 1942 года окончательно закрыли, а в качестве базы для истребителя ДОТов стали рассматривать другую машину.

## Конструкция
Конструкция «212» во многом повторяла и напоминала экранированную СУ-14-1, особенно это касалось компоновки боевого отделения.
Шасси использовалось от танка Т-220 (позже КВ-3), и было несколько переработано. Силовая установка размещалась в центральной части корпуса. В носовой части находилось отделение управления, трансмиссия и ведущие колёса. В кормовой части размещалось боевое отделение, вынесенное в массивной рубке. Большая рубка значительно увеличивала размеры САУ, но обеспечивалось удобство расчёта в боевом отделении. Кроме того, кормовое расположение рубки обеспечивало минимальный выход 152-мм пушки БР-2 за габариты САУ «212».

## Машины на базе
Шасси САУ «212», планировалось использовать для создания 107-мм и 130-мм самоходных установок тяжёлых артиллерийских систем. Разрабатываемая 130-мм самоходная установка обозначалась как СУ-Б-13, и должна была быть вооружена 130-мм морской пушкой Б-13, ранее с таким вооружением, на базе танка Т-100, была создана тяжёлая самоходная артиллерийская установка СУ-100-Y. Проекта же, создания самоходной установки вооружённой новой разрабатываемой 107-мм пушки М-75 так и не последовало.

## Объект 212 в массовой культуре

### Компьютерные игры
Объект 212 можно встретить в игре World of Tanks. Там он называется 212А и представляет собой САУ 9 уровня в советской ветке развития.